# Amblypodia fabiana
Amblypodia fabiana är en fjärilsart som beskrevs av Hans Fruhstorfer 1907. Amblypodia fabiana ingår i släktet Amblypodia och familjen juvelvingar. Inga underarter finns listade i Catalogue of Life.